# Leskia sanctaecrucis
Leskia sanctaecrucis är en tvåvingeart som först beskrevs av Thompson 1963.  Leskia sanctaecrucis ingår i släktet Leskia och familjen parasitflugor. Inga underarter finns listade i Catalogue of Life.